# 菊池理夫
菊池 理夫（きくち まさお、1948年（昭和23年） - ）は、日本の政治学者・思想史家（主に政治思想）・文化政策論者。三重中京大学名誉教授、元南山大学教授。

## 概要

### 人物
元来はユートピア思想史の研究家であるが、日本におけるコミュニタリアニズムの代表的提唱者、紹介者であり、コミュニタリアニズムの重要文献の一つであるマイケル・J・サンデル『自由主義と正義の限界』の翻訳者として知られる。
三重中京大学では、図書館長や大学院政策科学研究科長を歴任。

### 略歴
- 1948年 - 青森県弘前市生まれ
- 1971年 - 慶應義塾大学法学部政治学科卒業
- 1976年 - 慶應義塾大学大学院法学研究科博士課程単位取得満期退学
- 1982年 - 松阪大学政治経済学部助教授
- 1989年 - 松阪大学政治経済学部教授
- 2000年 - 松阪大学政策学部教授（学部名変更に伴う）
- 2005年 - 三重中京大学現代法経学部教授（校名変更に伴う）
- 2010年 - 南山大学法学部教授（ - 2017年3月[1]）

### 称号・学位
- 1971年 - 法学士（慶應義塾大学）
- 1973年 - 法学修士（慶應義塾大学）
- 1988年 - 法学博士（慶應義塾大学）
- 2010年 - 三重中京大学名誉教授

## 著書

### 単著
- 『ユートピアの政治学 - レトリック・トピカ・魔術』（新曜社, 1987年）
- 『現代のコミュニタリアニズムと「第三の道」』（風行社, 2004年）
- 『日本を甦らせる政治思想 - 現代コミュニタリアニズム入門』（講談社, 2007年）
- 『共通善の政治学 ― コミュニティをめぐる政治思想』（勁草書房, 2011年）
- 『ユートピア学の再構築のために ― 「リーマン・ショック」と「三・一一」を契機として』（風行社, 2013年）

### 共著
- 『コミュニタリアニズムのフロンティア』（勁草書房, 2012年） - 小林正弥との共著
- 『コミュニタリアニズムの世界』（勁草書房, 2013年） - 小林正弥との共著

### 翻訳
- J・H・ヘクスター『モアの「ユートピア」――ある思想の伝記』（御茶の水書房, 1980年）
- マイケル・J・サンデル『自由主義と正義の限界』（三嶺書房, 1992年／原著第二版, 1999年）
- クリシャン・クマー『ユートピアニズム』（昭和堂, 1993年） - 有賀誠との共訳
- デヴィッド・ラスマッセン編『普遍主義対共同体主義』（日本経済評論社, 1998年） - 有賀誠, 山口晃との共訳
- クリストファー・ウルフ, ジョン・ヒッティンガー『岐路に立つ自由主義 - 現代自由主義理論とその批判』（ナカニシヤ出版, 1999年） - 有賀誠, 石川晃司, 向山恭一との共訳
- マイケル・J・サンデル『リベラリズムと正義の限界』（勁草書房, 2009年）

## 所属学会
- 日本政治学会
- 日本トマス・モア協会
- 日本政治思想学会